# Sunnylands

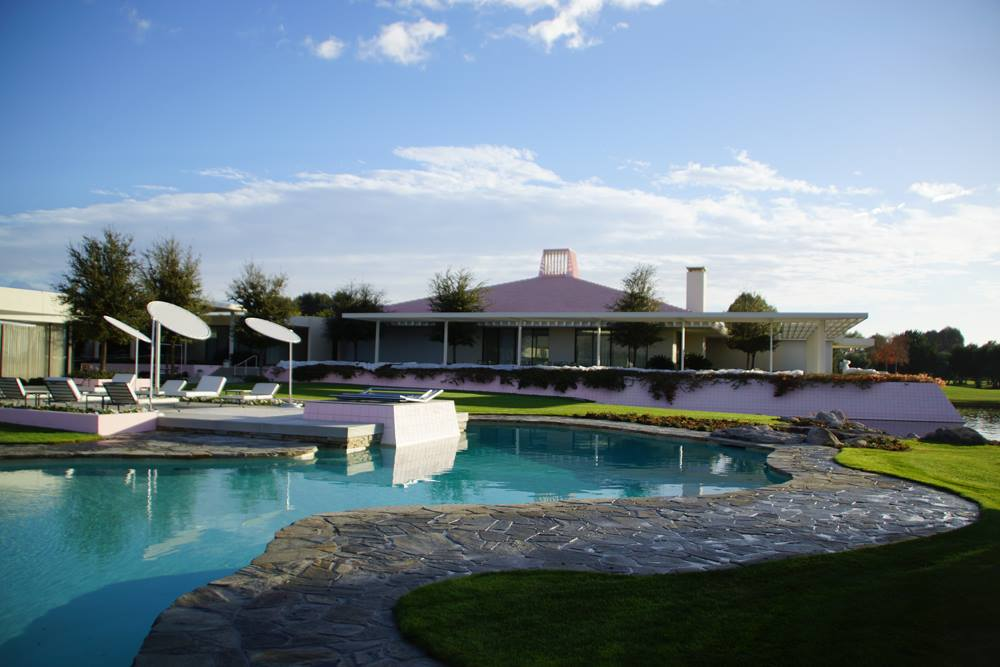
Sunnylands

Sunnylands, anciennement Annenberg Estate, est une propriété d'un peu moins de 20 hectares située à Rancho Mirage, non loin de Palm Springs dans le sud de la Californie et gérée par l'Annenberg Foundation Trust at Sunnylands, une organisation à but non lucratif de la famille Annenberg,. La propriété était possédée par Walter et Leonore Annenberg jusqu'en 2009 et servit de lieu de villégiature d'hiver pour le couple à partir de 1966 quand la maison fut achevée. La propriété a été déclarée site historique par la ville de Rancho Mirage en 1990. Située aux Frank Sinatra et Bob Hope Drives, la propriété a été un site de vacances pour de nombreuses célébrités et dirigeants, mais aussi un lieu de réunions entre diplomates et dignitaires étrangers ce qui lui a valu d'être appelée le "Camp David de l'Ouest".